# Liste österreichischer Flugplätze
Österreich hat laut CIA Factbook etwa 55 Flugplätze. Diese Liste enthält aktive österreichische Flugplätze und ist nicht vollständig.
Angegeben sind
- Name des Platzes, (S) = Sonderlandeplatz/Sonderflughafen, * = Nachtflugbetrieb
- ICAO-Ortskennung im Vier-Buchstaben-Code
- Geographische Lage (..°..' N ..°..' E)
- Lage des Platzes vom nächsten Ort (z. B. 1,4 NM NW = 1,4 Seemeilen nordwestlich von ...)

## A
- Militärflugplatz Aigen im Ennstal (Fliegerhorst Fiala Fernbrugg); LOXA;
- Flugplatz Altlichtenwarth; LOAR; 48 39 58,4 N / 16 49 30,8 E;

## B
- Heliport Bad Kleinkirchheim; LOKB;

## D
- Flugplatz Dobersberg; LOAB; 48 55,22 N / 15 17,49 E;

## E
- Flugplatz Eferding; LOLE; 48 20,20 N / 13 59,10 E;

## F
- Flugplatz Feldkirchen/Ossiacher See, Kärnten; LOKF; 46 42,32 N / 14 04,38 E;
- Flugplatz Ferlach-Glainach, Kärnten; LOKG; 46 34,09 N / 14 19,08 E;
- Flugplatz Freistadt, Oberösterreich;	LOLF; 48 30,90 N / 14 24,50 E;
- Flugplatz Friesach/Hirt, Kärnten; LOKH; 46 55,07 N / 14 26,00 E;
- Flugplatz Fürstenfeld, Steiermark; LOGF; 47 03,45 N / 16 05,08 E;

## G
- Flugplatz Gmunden-Laakirchen; LOLU; 47 57,01 N / 13 52,00 E;
- Flughafen Graz; LOWG; 46 59,28 N / 15 26,23 E;

## H
- Heliport Hochfilzen (MIL); LOXH:
- Flugplatz Hohenems-Dornbirn; LOIH; 47 23,06 N / 9 42,00 E;
- Flugplatz Hofkirchen; LOLH; 48 08,03 N / 14 20,02 E;
- Militärflugplatz Hörsching (Fliegerhorst Vogler); LOXL;

## I
- Flughafen Innsbruck; LOWI; 47 15,36 N / 11 20,38 E;
- Heliport Ischgl-Idalpe; LOIP[1]
- Heliport Medalp Imst; LOJI

## K
- Flugplatz Kapfenberg, Steiermark; LOGK; 47 27,5 N / 15 19,8 E;
- Flughafen Klagenfurt; LOWK; 46 38,33 N / 14 20,15 E;
- Flughafen Klagenfurt (MIL); LOXK;
- Flugplatz Krems-Langenlois; LOAG; 48 26,48 N / 15 38,05 E;
- Flugplatz Kufstein-Langkampfen; LOIK; 47 33,7 N / 12 07,6 E;
- Heliport Kufstein, Tirol; LOIM; 47 33,95 N / 12 08,12 E;

## L
- Heliport Landespolizeidirektion Kärnten; LOKY;
- Flugplatz Lanzen-Turnau, Steiermark; LOGL; 47 33,4 N / 15 19,5 E;
- Flugplatz Leoben-Timmersdorf; LOGT; 47 22,80 N / 14 58,10 E;
- Flugplatz Leopoldsdorf im Marchfeld, Niederösterreich; Als Flugplatz geschlossen!
- Flugplatz Lienz-Nikolsdorf; LOKL; 46 47,1 N / 12 53,0 E;
- Flughafen Linz; LOWL; 48 13,59 N / 14 11,15 E;
- Flugplatz Linz-Ost, Oberösterreich; LOLO; 48 18,0 N / 14 20,0 E;
- Heliport Ludesch, Vorarlberg; LOIG; 47 12,026 N / 09 46,099 E;

## M
- Flugplatz Mariazell; LOGM; 47 47,3 N / 15 18,1 E;
- Flugplatz Mauterndorf, Salzburg; LOSM; 47 08,0 N / 13 41,8 E;
- Flugplatz Mayerhofen bei Friesach, Kärnten; LOKM; 46 58,5 N / 14 22,3 E;
- Flugplatz Micheldorf, Oberösterreich; LOLM; 47 52,20 N / 14 07,33 E;

## N
- Flugplatz Niederöblarn im Ennstal, Steiermark; LOGO; 47 28,7 N / 14 00,5 E;
- Flugplatz Nötsch im Gailtal, Kärnten; LOKN; 46 34,8 N / 13 37,7 E;

## O
- Flugplatz Ottenschlag im Waldviertel, bei Zwettl, Niederösterreich; LOAA; 48 25,07 N / 15 13,00 E;

## P
- Flugplatz Pinkafeld, Burgenland; LOGP; 47 23,17 N / 16 06,43 E;
- Flugplatz Punitz-Güssing bei Güssing, Burgenland; LOGG; 47 08,51 N / 16 19,04 E;

## R
- Flugplatz Reutte-Höfen, Tirol; LOIR; 47 28,2 N / 10 41,5 E;
- Flugplatz Ried-Kirchheim, Oberösterreich; LOLK; 48 12,8 N / 13 20,8 E;

## S
- Flughafen Salzburg; LOWS; 47 47,35 N / 13 00,15 E;
- Heliport Salzburg Schwarzenbergkaserne (MIL); LOXS;
- Flugplatz Schärding-Suben, Oberösterreich; LOLS; 48 24,2 N / 13 26,9 E; Frequenz: 122,70
- Flugplatz Scharnstein, Oberösterreich; LOLC; 47 53,55 N / 13056,22 E;
- Heliport Schwaz (MIL); LOXI;
- Flugplatz Seitenstetten, Niederösterreich; LOLT; 48 03,0 N / 14 39,7 E;
- Flugplatz Spitzerberg bei Hainburg; LOAS; 48 06,08 N / 16 56,07 E;
- Flugplatz St. Donat-Mairist, bei Sankt Veit an der Glan, Kärnten; LOKR; 46 44,5 N / 14 24,4 E;
- Flugplatz St. Georgen am Ybbsfeld, bei Amstetten, Niederösterreich; LOLG; 48 06,2 N / 14 57,0 E;
- Flugplatz St. Johann in Tirol, Tirol; LOIJ; 47 31,5 N / 12 26,9 E;
- Flugplatz Stockerau, Niederösterreich; LOAU; 48 24,6 N / 16 11,5 E;

## T
- Flugplatz Trieben bei Liezen, Steiermark; LOGI; 47 29,39 N / 14 29,51 E;
- Militärflugplatz Tulln-Langenlebarn (Fliegerhorst Brumowski), Niederösterreich; LOXT

## V
- Flugplatz Völtendorf; LOAD; 48 09,38 N / 15 35,15 E;
- Flugplatz Vöslau; LOAV; 47 57,9 N / 16 15,6 E;

## W
- Flugplatz Weiz/Unterfladnitz, Steiermark; LOGW; 47 10,15 N / 15 39,55 E;
- Flugplatz Wels; LOLW; 48 10,9 N / 14 02,3 E;
- Flughafen Wien; LOWW; 48 06,37 N / 16 34,11 E;
- Flughafen Wien (MIL); LOXW;
- Heliport Wien AKH; LOBA;
- Flugplatz Wiener Neustadt/Ost; LOAN; 47 50,6 N / 16 15,6 E:
- Militär-Flugplatz Wiener Neustadt/West; LOXN;
- Flugplatz Wolfsberg, Kärnten; LOKW; 46 49,06 N / 14 49,35 E;

## Z
- Flugplatz Zell am See, Salzburg; LOWZ; 47 17,6 N / 12 47,3 E;
- Militärflugplatz Zeltweg (Fliegerhorst Hinterstoisser), Steiermark; LOXZ; N47 12 14 / E014 44 45;

## Ehemalige Flugplätze
Der Flugplatz Eisenstadt - Trausdorf existiert nicht mehr. Er wurde nach jahrelangem Rechtsstreit 1994 endgültig geschlossen. Somit ist Eisenstadt (neben Bregenz) eine Landeshauptstadt in Österreich, die über keinen Flugplatz verfügt. Zum Unterschied zu Bregenz, das nie einen eigenen Flugplatz besaß, hatte Eisenstadt also sehr wohl einen Flugplatz.
Der Flughafen Aspern existiert nicht mehr. Er wurde am 30. April 1977 geschlossen, da der Flugverkehr in Aspern zu nahe der Anflugschneise der neu errichteten und am 6. Oktober 1977 eröffneten zweiten Piste (Piste 16/34) des Flughafens Schwechat lag. Jetzt steht auf seinem Gelände eine Autofabrik und der Heliport des Flugrettungsvereines Christophorus mit der ICAO Kennung LOAJ. Somit ist Wien das einzige Bundesland Österreichs, das selbst über keinen eigenen Flugplatz verfügt. Der Flughafen Wien-Schwechat (LOWW) liegt im Bundesland Niederösterreich.
Das Flugfeld zwischen Strasshof, Deutsch-Wagram und Markgrafneusiedl war einst mehrere Kilometer lang. Deshalb gab es das Gerücht, dass vom streng geheimen Flugfeld der Nationalsozialisten Düsenflugzeuge starten sollten. Die heute bekannten Fakten sagen aber anderes. Das Flugfeld wurde 1940/41 angelegt und diente ursprünglich als Schulungsflughafen. Es war eine Außenstelle des Flughafens Tulln, hier wurden Ausbildungsflüge vom Fliegerkorps absolviert. Im Krieg zerstörten die Nazis die Gebäude und die asphaltierte Piste, beides wurde von den Sowjets wieder aufgebaut. Es gab schließlich Überlegungen den Flugplatz für den internationalen Flugverkehr herzurichten, dies scheiterte jedoch an den Anrainern.
Für weitere Hubschrauberlandeplätze, die von der Flugrettung benutzt werden, siehe Flugrettung in Österreich.